# 31665 Veblen
31665 Veblen è un asteroide della fascia principale. Scoperto nel 1999, presenta un'orbita caratterizzata da un semiasse maggiore pari a 3,0459926 UA e da un'eccentricità di 0,0950825, inclinata di 2,31887° rispetto all'eclittica.